# I sonnambuli
I sonnambuli (Sleepwalkers) è un film del 1992 diretto da Mick Garris, tratto da un soggetto di Stephen King.

## Trama
Ultimi due esseri rimasti al mondo di una razza di vampiri mutanti che, per sopravvivere, deve alimentarsi attraverso la linfa vitale di ragazze vergini, Mary e Charles Brady, madre e figlio (ma convivono come se fossero marito e moglie) vivono come nomadi negli Stati Uniti in cerca di vittime. Charles è, tra i due, incaricato di trovarle per nutrire se stesso e la madre. I due possiedono poteri sovrannaturali: possono rendersi invisibili, manipolare la materia (in una scena Charles cambia modello e colore alla sua macchina) e spostare gli oggetti con la forza del pensiero; inoltre si possono trasformare in esseri mostruosi, metà umani e metà felini. Proprio i gatti sono i soli a riconoscerli per ciò che sono in realtà: attirati naturalmente nei luoghi in cui le creature vivono, pronti ad attaccarli e gli unici a riuscire a vederli quando si rendono invisibili, oltre ad essere i nemici naturali delle misteriose creature; infatti i graffi inferti dai felini ai mutanti sono l'unica cosa che li può uccidere.
Trasferitisi a Travis, Charles conosce Tanya Robertson, un'attraente liceale del posto. Charles, mostrandosi come un ragazzo carino e premuroso, invita la ragazza a fare un pic-nic in un vecchio cimitero. Ma in poco tempo, il suo carattere gentile svanisce lasciando spazio alla furia della creatura, che tenta di ferirla e sottometterla per potersi così cibare di lei. Tanya riesce però a difendersi ferendolo alla gola e ad un occhio con un cavatappi, riuscendo a fuggire. Inseguita da Charles, incontra l'agente Simpson e si ripara nell'automobile di quest'ultimo, che tenta di difendere la ragazza invano, venendo ucciso poi da Charles. Il gatto Clovis, amico e compagno abituale del poliziotto, attacca il ragazzo e lo graffia in volto sfigurandolo. Terrorizzata, Tanya chiama la polizia mentre Charles fugge verso casa moribondo. La madre, affamata di quella linfa che le è necessaria, si reca a casa di Tanya, uccide suo padre e ferisce sua madre, prima di rapirla e condurla a casa sua per far nutrire Charles, di modo che guarisca dalle ferite causategli dallo scontro al cimitero e non muoia.
Il cottage dove vivono sarà assediato da numerosi agenti di polizia, che però periranno tutti, uccisi dalla madre di Charles. Infine, riescono a introdursi nella casa le moltitudini di gatti che si trovavano al di fuori del cottage, attirati proprio dalle creature loro antagoniste. I gatti attaccano Mary, la madre di Charles, lacerando il suo corpo che, reagendo alle ferite, si incendia, bruciandola viva. Charles, non essendo riuscito a nutrirsi, muore per le ferite subite. L'unica superstite sarà Tanya, insieme al gatto Clovis.

## Cast
- Il film è costellato di cameo di John Landis, Joe Dante, Clive Barker, Tobe Hooper, Mark Hamill e Stephen King nel ruolo del custode del cimitero.

## Colonna sonora
La colonna sonora del film è costituita dai seguenti brani:
- Sleepwalk - Santo & Johnny
- Boadicea - Enya
- Do you love me - The Contours
- It ('s a monster) - Extreme
- The Rodeo Song